# Iomus thibaudi
Iomus thibaudi är en mångfotingart som beskrevs av Jean-Paul Mauriès 1980. Iomus thibaudi ingår i släktet Iomus och familjen fingerdubbelfotingar. Inga underarter finns listade i Catalogue of Life.